# ヨハンネス・ヘースタース
ヨハンネス・ヘースタース（Johannes Heesters、1903年12月5日 - 2011年12月24日）は、オランダの俳優。

## 出演作品
- 乞食学生
- 思ひ出の曲